# 舊市政廳 (哥廷根)
舊市政廳（德語：Altes Rathaus）是位於德國城市哥廷根的一座建築。在1270年至1978年期間，這座建築曾經是哥廷根的市政廳。現在舊市政廳由哥廷根旅遊局使用，並且也是結婚公證處。

## 外部連結

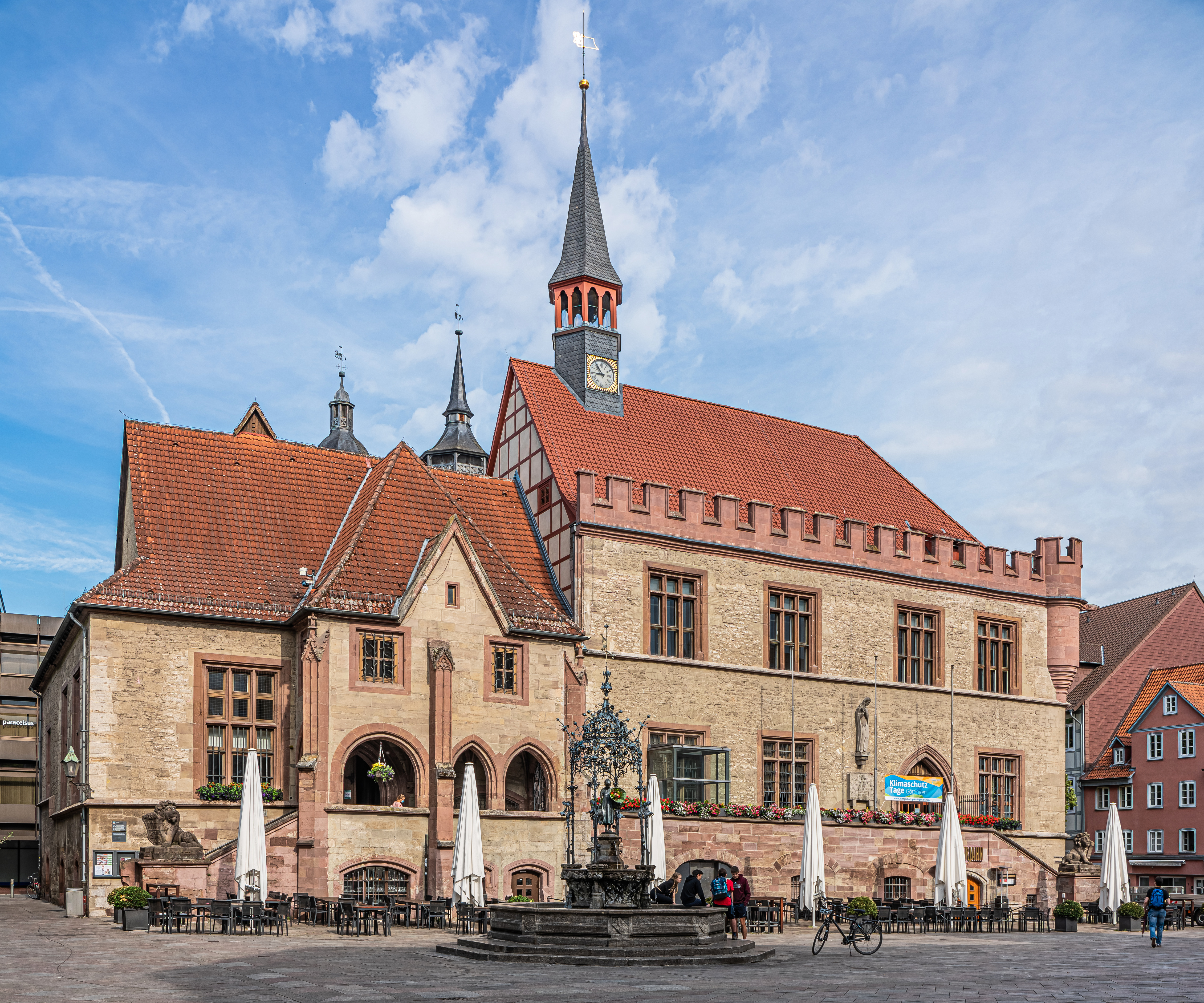

- Ausführliche, plastische Architekturbeschreibung Altes Rathaus Göttingen （页面存档备份，存于）

51°31′58.36″N 09°56′04.85″E / 51.5328778°N 9.9346806°E